# Tren Universitario de Lomas de Zamora
El tren universitario de Lomas de Zamora es un proyectado servicio ferroviario, perteneciente a la línea Roca, ubicado en la ciudad de Lomas de Zamora, provincia de Buenos Aires, Argentina. Conectará la estación principal con la Universidad de Lomas de Zamora.